# Mertensiella caucasica
Mertensiella caucasica је водоземац из реда репатих водоземаца и фамилије Salamandridae. 

## Угроженост
Ова врста се сматра рањивом у погледу угрожености врсте од изумирања.

## Распрострањење
Врста је присутна у Грузији и Турској.

## Популациони тренд
Популација ове врсте се смањује, судећи по расположивим подацима.

## Станиште
Врста је по висини распрострањена од нивоа мора до 1800 метара надморске висине. 
Станишта врсте су шуме, речни екосистеми и слатководна подручја. 
Врста је присутна на подручју Црног мора.